# Arbeiter-Turn- und Sportbund

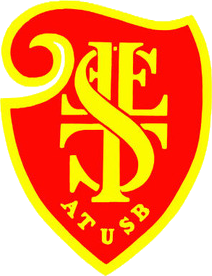
Logo

De Arbeiter-Turn- und Sportbund (kortweg ATSB) was een sportbond voor arbeiders in Duitsland die bestond van 1893 tot 1933. 
Als tegenhanger van de Deutsche Turnerschaft, die slechts zelden arbeiders in haar rangen duldde werden aan het einde van de negentiende eeuw talrijke arbeidersturnverenigingen opgericht in het Duitse Keizerrijk. In 1893 werd dan in Gera de overkoepelende organisatie Arbeiter-Turnerbund (ATB) opgericht. In 1919 werd de naam gewijzigd in Arbeiter-Turn- und Sportbund (ATSB) omdat het zwaartepunt van de activiteiten intussen niet meer enkel bij turnen lag, maar ook bij atletiek, handbal, wintersport en voetbal. 
Eind jaren twintig had de bond zo'n 770.000 leden. Net zoals de 8.000 voetbalclubs van de DFB organiseerde ook de ATSB een landelijk kampioenschap, dat echter lang niet zoveel aanzien had als dat van de DFB. In 1930 splitste de Kampfgemeinschaft für Rote Sporteinheit zich van de bond af. 
Ondanks de populariteit van de bond kon ze nooit tippen aan de burgerlijke sportverenigingen. 
Na de machtsgreep van de NSDAP werd de bond verboden. Sporthallen en -terreinen werden in beslag genomen. 